# 弗拉特克里克鎮區 (阿肯色州勞倫斯縣)
弗拉特克里克鎮區（英語：Flat Creek Township）是位於美國阿肯色州勞倫斯縣的一個行政鎮區。

## 地方資料
弗拉特克里克鎮區的面積為35.50平方千米，當中陸地面積為35.16平方千米，而水域面積為0.34平方千米。根據2010年美國人口普查的數據，當地共有人口128人，而人口密度為每平方千米3.61人。